# Philodanidae
Famille
Espèce
Philodana johnstoni Kethley, 1977 une espèce d'acariens, la seule du genre Philodanidae  Kethley, 1977.
Elle a été trouvée sur un coléoptère des États-Unis.